# ウラジーミル・ヴェルナツキー
ウラジーミル・イワノヴィチ・ヴェルナツキー（ウクライナ語: Володимир Іванович Вернадський, ロシア語: Владимир Иванович Вернадский, 1863年2月28日 - 1945年1月6日）は、ソ連の鉱物学者にして地球化学者。ウクライナ人。ウクライナ科学アカデミーの創立者。彼のノウアスフィアの考え方はロシア宇宙論に重要な役割を果たした。1926年の有名な著書 The Biosphere で、生命が地球を形成する地質学的力であるという仮説に1885年にエドアルト・ジュースが提唱した生物圏（biosphere）という用語を誤って使い、それを広めた。彼はまた、地球化学、生物地球化学、放射年代測定などといった新しい学問分野の創設者でもある。1943年にスターリン賞を受賞する。

## 経歴
ヴェルナツキーは1885年、サンクトペテルブルク大学を卒業。ロシアの最後の鉱物学者が1887年に死に、土壌学者ヴァシーリー・ドクチャエフや地質学者アレクセイ・パヴロフが鉱物学を教えていたということもあり、ヴェルナツキーは鉱物学の道を歩むことを決心した。1888年6月20日、彼はスイスから妻ナターシャ宛てに次のような手紙を出している:
学位論文のテーマを決めようとしていたころ、彼は結晶学者のアルカンジェロ・スカッキの教えを請うためにナポリを訪ねた。しかしスカッキは既に高齢で耄碌していたため、ヴェルナツキーはドイツに向かい、鉱物学者のポール・ハインリッヒ・フォン・グロートを訪ねた。そこで、彼は結晶の光学特性・熱特性・弾性・磁性・電気的特性を研究する最新式機械の使い方を学び、同時に結晶化の研究者 Zonke の研究室も使わせてもらった。
ヴェルナツキーはまずノウアスフィアの概念を一般化し、生物圏の考え方を今日科学界で知られているような意味に拡大し深めた。生物圏（biosphere）という用語はオーストリアの地質学者エドアルト・ジュースの造語であり、ヴェルナツキーは1911年に彼と会っている。
ヴェルナツキーの地球発達の仮説では、ノウアスフィアは地球発達過程の第3段階であり、それ以前に「Geosphere（ジオスフィア; 無生物の物体）」と「生物圏; Biosphere」があった。生命の出現がジオスフィアからの転換をもたらし、人間の認識の出現が生物圏からノウアスフィアへの転換をもたらした。彼の理論では、生命と認識の原理は地球の進化の基本的特徴であり、地球には最初からその萌芽が潜んでいたとされる。これとは対照的にチャールズ・ダーウィンの自然選択説では、個々の種に注目し、全体を包含する原理があるとは考えない。
ヴェルナツキーの考え方は西側では広く受け入れられたとは言えない。しかし、彼は大気中の酸素/窒素/二酸化炭素が生物活動によって生まれたことを認識した最初の科学者の1人であった。1920年代、彼は生命体が他のどんな物理的力とも同じように惑星を変貌させる力を持っていることを数々の論文などで主張した。ヴェルナツキーはそういった意味で環境科学の科学的基礎を築いた人物の1人といえる。
立憲民主党 (カデット)の中央委員でもあり、1917年の第三次臨時政府（第二次連立政府）において文部次官となったこともある。その後、1918年、ヴェルナツキーはキエフにウクライナ科学アカデミーを創設し、初代代表となった。そして、クリミアのタヴリダ大学と連携した。ロシア内戦のとき、彼は若く優秀な人々を集め、それが後のユーラシア主義運動となった。モスクワとクリミアのタヴリダ国立大学には彼の名を冠した通りがある。
1930年代後半から1940年代前半、ヴェルナツキーはソ連の原子爆弾プロジェクトの初期の相談役を務めた。彼は原子エネルギーの利用を主張し、ソ連のウラン埋蔵量の調査、核分裂反応の研究などを自身のウラニウム研究所で行った。しかし、プロジェクト半ばで彼は死去した。

## パーソナル
ヴェルナツキーの息子ゲオルギー・ヴェルナツキー（George Vernadsky）はアメリカ合衆国に亡命し、中世ロシアの歴史、中世ウクライナの歴史、現代ロシア史などの本をいくつも出版した。

## 主な著作
- Geochemistry, 1924年ロシア語で出版 
  - 地球化学,高橋純一 訂訳,1933,国立国会図書館デジタルコレクションで閲覧可能
- The Biosphere, 1926年ロシア語で出版、英語への翻訳は:
  - Oracle, AZ, Synergetic Press, 1986,  ISBN 0-907791-11-5, 86pp.
  - tr. David B. Langmuir, New York, Copernicus, 1998,  ISBN 0-387-98268-X, 192pp.
- Essays on Geochemistry & the Biosphere, tr. Olga Barash, Santa Fe, NM, Synergetic Press,  ISBN 0-907791-36-0, 2006
- 『惑星現象としての科学的思考（Научная мысль как планетное явление）』（1930 年代後半,未刊)[5]
  - ノースフェーラ : 惑星現象としての科学的思考,水声社,梶雅範 翻訳,2017[6][7]

### 日記
- Dnevniki 1917-1921: oktyabr 1917-yanvar 1920 (Diaries 1917-1921), Kiev, Naukova dumka, 1994,  ISBN 5-12-004641-X, 269pp.
- Dnevniki. Mart 1921-avgust 1925 (Diaries 1921-1925), Moscow, Nauka, 1998,  ISBN 5-02-004422-9, 213pp.
- Dnevniki 1926-1934 (Diaries 1926-1934), Moscow, Nauka, 2001,  ISBN 5-02-004409-1, 455pp.
- Dnevniki 1935-1941 v dvukh knigakh. Kniga 1, 1935-1938 (Diaries 1935-1941 in two volumes. Volume 1, 1935-1938), Moscow, Nauka, 2006,ISBN 5-02-033831-1,444pp.
- Dnevniki 1935-1941 v dvukh knigakh. Kniga 2, 1939-1941 (Diaries 1935-1941. Volume 2, 1939-1941), Moscow, Nauka, 2006, ISBN 5-02-033832-X, 295pp.